# Laavus
Laavus är en sjö i kommunen S:t Michel i landskapet Södra Savolax i Finland. Sjön ligger 109,9 meter över havet. Arean är 1,32 kvadratkilometer och strandlinjen är 7,8 kilometer lång. Sjön  ingår i Kymmene älvs huvudavrinningsområde.   Den ligger omkring 51 kilometer norr om S:t Michel och omkring 250 kilometer nordöst om Helsingfors. 
I sjön finns ön Lampokallio. 